# Наврузбеков, Азизбек
Наврузбеков Азизбек (1897, Хорог, Ферганская область, Российская империя — 1965, Хорог, Горно-Бадахшанская автономная область, Таджикская ССР, СССР) — советский государственный и политический деятель, один из основателей Советской власти в Таджикистане, член РКП(б) с 1924 года.

## Биография
Азизбек Наврузбеков родился в 1897 году в Хороге (ныне областной центр ГБАО Республики Таджикистан) Ферганской области Российской империи на Памире, в семье дехканина, по национальности таджик. Учился в русско-туземной школе в Хороге (1910—1912):

В рапорте от 2 января 1910 года подполковник А. В. Муханов (начальник Памирского отряда) писал: С минувшей осени на базарчике в Хороге в специально отстроенном помещении открыта школа для детей туземцев. <…> Лучшими учениками этой школы, были Шириншо Шотемуров, Азизбек Наврузбеков, Сайфулло Абдуллоев, Карамхудо Ельчибеков, Мародусейн Курбонусейнов. <…> В рапорте от 15 октября 1912 года капитан Шпилько писал: «Обходительное обращение с детьми, хорошее питание и новизна школьной обстановки, очевидно, нравилось таджикам: школа стала пользоваться хорошей репутацией и желающих отправить своих детей в школу находилось достаточно».
— 
.
С 1912 по 1914 год — грузчик, затем рабочий трамвайного депо в г. Ташкенте (1914—1918). С 1917 г. Наврузбеков активно участвовал, совместно с железнодорожными рабочими, в организации революционной ситуации, в связи с Октябрьской революцией в Ташкенте.
В августе 1918 года вступил в ряды Красной Армии, участвовал в боях против контрреволюционных банд А. И. Дутова.
В ноябре 1918 года ЦИК Туркестанской АССР отправляет на Памир Военно-политическую комиссию с дополнительным отрядом с тем, чтобы укрепить государственную границу и оказать помощь местному населению в упрочении Советской власти, в составе которой был и Азизбек Наврузбеков:

В конце ноября 1918 года ЦИК Туркестанской АССР принял решение послать на Памир военно-политическую комиссию и добавочный отряд. Началось формирование отряда. В состав этого отряда, наряду с красноармейцами, было включено несколько Ташкентских рабочих-уроженцев Западного Памира. В состав отряда был включен и я. Но отряд не мог быстро добраться до Памира, так как путь на Бадахшан в это время был закрыт. В конце 1918 года кулацкие банды, именовавшие себя «Крестьянской армией», подняли мятеж в Фергане. Басмаческие шайки Мадаминбека, Холхаджи и Махкамходжи, совершив ряд нападений на Ош и Андижан, перерезали дорогу от Ферганы до Памира. С большими трудностями мы добрались до Шугнана только в феврале 1919 года.
Советская власть на Западном и Восточном Памире была свергнута. Против представителей Советской власти и большевистски настроенных людей начались репрессии. Вместе с другими рабочими, прибывшими из Ташкента, был арестован и я. Меня обвинили в том, что я являюсь агентом большевиков. Белогвардейский трибунал судил меня и вынес смертный приговор. В то время нас было 5 братьев, и все наше имущество было конфисковано. Меня вывели на расстрел трое таджиков и трое чехов. В это время появился врач отряда Вичич. Он спросил начальника отряда Тимофеева, за что меня расстреливают, а затем начал его отговаривать от расстрела, заявляя при этом, что если нас убьют, то отряду Тимофеева будет плохо. Дороги все закрыты и трудовое население с нами расправится. Вичич посоветовал взять меня в Мургаб. Так, благодаря Вичичу, я спасся от расстрела.
— 
.
С 1919 по 1924 год Наврузбеков участвует в качестве переводчика, сопровождающего (владел русским, персидским, узбекским и киргизским языками) между жителями Памира и русскоязычными представителями власти, чем вносит значительный вклад в борьбу с контрреволюцией на Памире:

В своих воспоминаниях революционер-активист в борьбе за новую жизнь, Бодуров Мирзобек отмечает: «…житель Хорога Наврузбеков Азизбек, один из борцов за Советскую власть на Памире, служивший в рядах Красной Гвардии и скрывшийся в то время от преследования, прибыл тайно в Поршнев и предложил мне поехать в г. Хорог, собрать всех сторонников большевиков и вооруженным путем свергнуть власть бека. <…> решили приехать в Хорог ночью. Приехало около двадцати человек, в том числе: Наврузбеков Азизбек, Худойбердиев Таваккал, Кирманшоев Ашратшо, Амоншоев Имроншо, Миралишоев Улфатшо, Карамшоев Максум, Шермаматов Устомирак, Карамов Муборакшо, Хайдаров Сахибхаким и др. Операцию мы провели тайно и успешно. Ночью разоружили караул крепости и захватили ее. Став хозяевами положения, мы твердо решили удерживать крепость в своих руках.
— 
.
Председатель Бюро профсоюза в Хороге (1924—1925). С 1925 по 1926 годы — председатель районного Совета Шугнанской волости, затем заведующий хозяйственным отделом областного исполнительного комитета АОГБ (1926—1928).
С 1928 года — заместитель народного комиссара Народного комиссариата торговли и промышленности Таджикской АССР (02.1928—04.1929). По другим данным с июля 1928 года — слушатель курсов Высшей партийной школы в Ташкенте, затем работал в системе торговли, был председателем „Таджикторг“ в Хороге (1928—1934).
Затем в 1934—1937 годах — директор курсов Кишлачных Советов в Хороге, после вновь в системе торговли на различных руководящих постах (1939—1957).
Азизбек Наврузбеков — один из видных борцов за установление Советской власти в Таджикистане и, в частности, на Памире.

## Память
- В советское время имя Азизбека Наврузбекова было присвоено одной из улиц г. Хорога[2][3].

## Семья
- Жена — Дустмамадова Шоистамо (1905—1968), дети: Азизбеков Миралибек (1927—1943); Азизбеков Силемунбек (1935—1989); Азизбеков Дилдорбек (1936—1995); Азизбеков Озодбек (1940—1997); Азизбекова Бибигуль (1937—2003); Азизбекова Айдигуль (1937—2008); Азизбекова Асльгул (1947—2018) и Азизбекова Мисригуль (род. 1943)[3].

### Комментарии
1. ↑  В первой группе лучшими учениками были Шириншо Шотемуров, Азизбек Наврузбеков, Сайфулло Абдуллоев, Карамхудо Ельчибеков, Мародусейн Курбонусейнов[5].
2. ↑  В декабре 1919 года в Хорог прибыл отряд полковника Тимофеева, в состав которого входили чехи, турки, немцы, австрийцы, русские белогвардейцы и другие, вследствие чего и была свергнута Советская власть на Памире.
3. ↑  В конце 1918 года революционные солдаты совместно с трудящимся Памира создали Общепамирский революционный комитет. Ревком приступил к организации власти в волостях (районах), кишлаках, аулах — на Восточном Памире и формированию отрядов Красной гвардии из местного населения.